# انانتگیری، رنگا ردی
انانتگیری، رنگا ردی (به انگلیسی: Ananthagiri, Ranga Reddy) یک منطقهٔ مسکونی در هند است که در آندرا پرادش واقع شده‌است.